# التصاق الخلايا

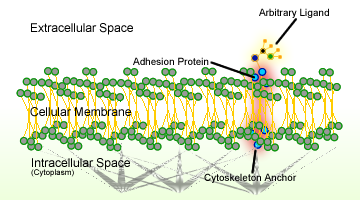

التصاق الخلايا هو ارتباط خليّة بخليّة أخرى أو بسطح أو نسيج.
ويتم ذلك عن طريق التصاق الاغشية المحيطة بالخلايا والتي تسمى الغشاء البلازمي حيث طبقتان من الليبيدات المفسفرة التي تحتوي على بعض التراكيب مثل الكلسترول والبروتينات التركيبية التي تكون غائرة في الغشاء وبروتينات الناقلة التي تخترق الغشاء البلازمي، وترتبط الليبيدات مع بعض الكربوهيدرات لتكون سلاسل من ما يدعى الليبيدات السكرية التي تعمل على التصاق الخلايا من نفس النوع مع بعضها البعض.